# 横浜アイマークプレイス
横浜アイマークプレイス（よこはまアイマークプレイス）は、神奈川県横浜市西区みなとみらいにあるオフィスビル。設計・施工は清水建設。

## 概要・特徴
当ビルは、みなとみらい地区の歩行者動線（都市軸）の一部でもあるグランモール公園沿い（同地区の46街区）に位置している。2012年9月に営業を終了した横浜ジャックモール（ウエスト棟）の跡地における再開発プロジェクトとして、同年11月より着工、当初の予定より2ヶ月ほど早まり2014年3月末に竣工を迎えた（オフィステナントの入居は同年5月より順次開始）。開発段階の時期には、仮称としながらも「MM21-46街区プロジェクト」と称していた。なお、10年契約の暫定施設であった横浜ジャックモールとは異なり、長期借地を視野に計画されている。
1フロア当たりの貸室面積は約1,700坪となり、国内最大級の広さを誇っている。また、太陽光発電システムと全館にLED照明を導入しており、環境にも配慮されている。さらに、1階と2階の間に免震装置を設置する中間階免震構造を採用しており、停電時に備えて非常用発電設備なども導入されている。これらの特性を備えることから次世代の「ecoBCP オフィスビル」と銘打っている。さらに省エネ性能や防災性能（BCP含む）などが評価され、横浜市建築物環境配慮制度「CASBEE横浜」における評価でSランク（最高ランク）となっており 、さらに日本政策投資銀行 (DBJ) の DBJ Green Building認証において「Platinum (plan) 2013」が付与されている。
入居テナントでは、関東地区の拠点を当ビルに集約しているPFU や本社および開発部門を当ビルに移転・集約しているモバイルテクノ（共に富士通の子会社）、本社およびグループ会社、カーネルセンター（商品開発施設）を当ビルに移転・集約している日本KFCホールディングス、本社を当ビルに移転しているエクサの事業計画が、横浜市の企業立地促進条例による助成対象事業に認定 されている。
また、2015年度には米国以外で初となるAppleの研究開発拠点「テクニカル・デベロップメント・センター (TDC)」が当ビル内に設置されている。同社は市内（港北区）のパナソニック工場（旧綱島事業所）跡地、Tsunashima サスティナブル・スマートタウンの一部でも本格的な研究開発施設「Apple YTC（横浜テクノロジーセンター）」を建設（2016年12月完成）しており、市内において2箇所体制となっている。

## 主なテナント

### オフィス (2-14F)
オフィステナントは2014年5月より順次移転・開業している。

#### 一般企業
- エクサ (2F)：2018年1月に本社を移転[17][32][33]。
- WOWOWコミュニケーションズ (3F)：WOWOWの子会社。2016年9月に本社を移転[34]。
- 三菱電機 電力ICTセンター (4F)：同社電力システム製作所の関連施設が入居[35]。また、三菱電機コントロールソフトウェアの神戸事業所横浜センターも同階に入居している[36]。
- NTTテクノクロス (4F, 8F, 12-13F)：旧NTTソフトウェア。2014年8月に横浜市内および横須賀市にある事業所を集約し、横浜事業所として業務開始[37][38]。
- 日本KFCホールディングス (5-6F)：2017年2月に本社およびグループ会社[注 3]、カーネルセンター（商品開発施設）を移転・集約。関連部署間の連携強化等を図る[15][16][39][40][41][42]。
- 日本ピザハット (5F)：日本KFCホールディングスの子会社であった2017年2月に他のグループ会社と共に移転[16][42]。同年6月に同グループを離れた[注 3]が、以降も当ビルに本社をそのまま置いている。
- AlphaTheta (6F)：2015年11月に本社を移転、1階にはスタジオ・ショールームも設置[43]。
- 富士通コミュニケーションサービス (7F)：富士通グループ企業。2014年6月に本社を移転[2][44]。
- ジョンソン (8F)：2014年11月に本社機能の全部門を移転・集約[45]。
- モバイルテクノ (8F)：富士通グループ企業。2015年4月に本社および開発部門を移転・集約[46]。
- 清水建設横浜支店MM21建設所 (8F)：当ビルの管理・運営者でもある清水建設の支店が入居。
- PFU (9, 11F)：リコーグループ(旧富士通グループ)企業。2014年10月に関東地区の拠点[注 2]を集約し、横浜本社として業務開始[10][47][48]。
- エバラ食品工業 (14F)：2014年5月に本社およびグループ会社[注 7]を移転・集約[49][50][51]。

#### 研究開発拠点
- Apple「テクニカル・デベロップメント・センター」(2F)：米国以外で初となる同社の研究開発拠点（2016年2月時点で設置・稼働中）[23][24][25][注 5]。

#### その他
- LIXILショールーム横浜 (3F)：2016年10月、47街区の暫定施設から移転。
- 一般財団法人海上災害防止センター (6F)：2016年2月に同地区の三菱重工横浜ビルより事務所を移転し、業務開始[52]。

### 店舗 (1F)
商業テナントは2014年6月初旬より順次オープンとなる。なお飲食店は5〜6店舗を予定していたが、ゴルフショップなどが出店したこともあり2016年3月時点で計4店舗にとどまっていた（※その後に5店舗を達成）。また、2012年9月に営業を終了した横浜ジャックモールのテナントの中からは、バーミヤンとコナカが出店を果たしている。
- スターバックスコーヒー（カフェ/7:00 - 22:00）[53]
- ガスト（ファミレス/7:00 - 22:30）[54]
- バーミヤン（ファミレス/10:00 - 23:30）[55]
- 焼肉ホルモン座 ちからや（焼肉・ホルモン/平日 11:30 - 15:00, 17:00～22:30/土・日・祝 11:30 - 22:30）[56]

〈2021年12月、「海鮮問屋 お魚どうらく」から業態転換〉
- 丸亀製麺（うどん専門店/11:00 - 22:00）[57]
- 屋台DELi (デリ)（フードコート型弁当販売店/平日 11:00 - 14:00）[58]
- ファミマ!!（コンビニ/24時間営業）[59][60]
- フランスベッド横浜ショールーム（10:00 - 18:00/水曜定休）[61]
- エニタイムフィットネス（フィットネスクラブ/24時間営業）[62]

閉店したテナント
- KONAKA（紳士服）[63] - 2019年4月閉店
- ブリヂストンゴルファーズストア横浜みなとみらい（ゴルフショップ）[64] - 2019年5月閉店
- 海鮮問屋 お魚どうらく（海鮮料理店/平日 11:30 - 15:00, 17:00 - 23:00/土・日・祝 11:30 - 23:00）[65][注 8] - 2021年12月の業態転換に伴い閉店

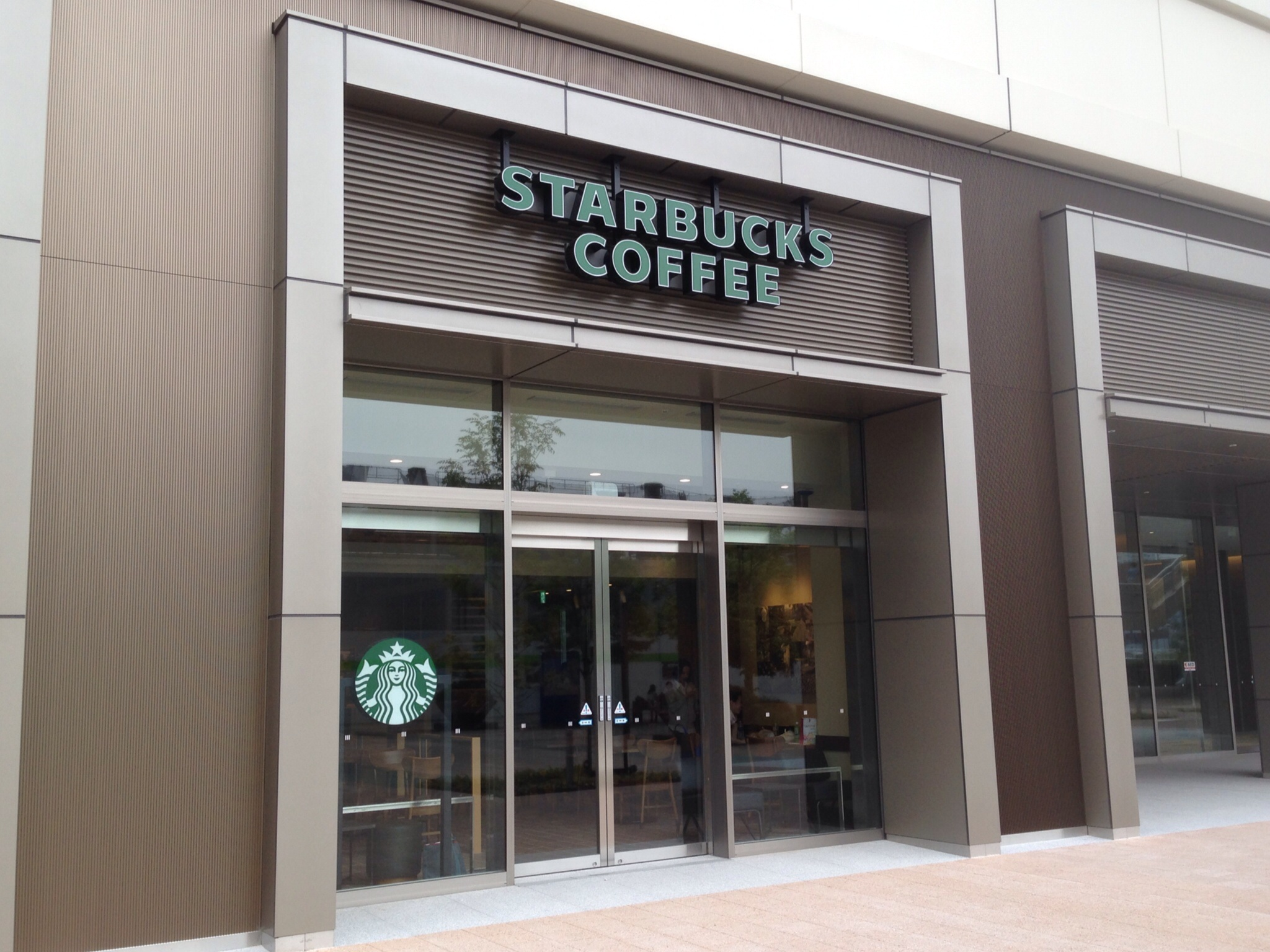
スターバックスコーヒー
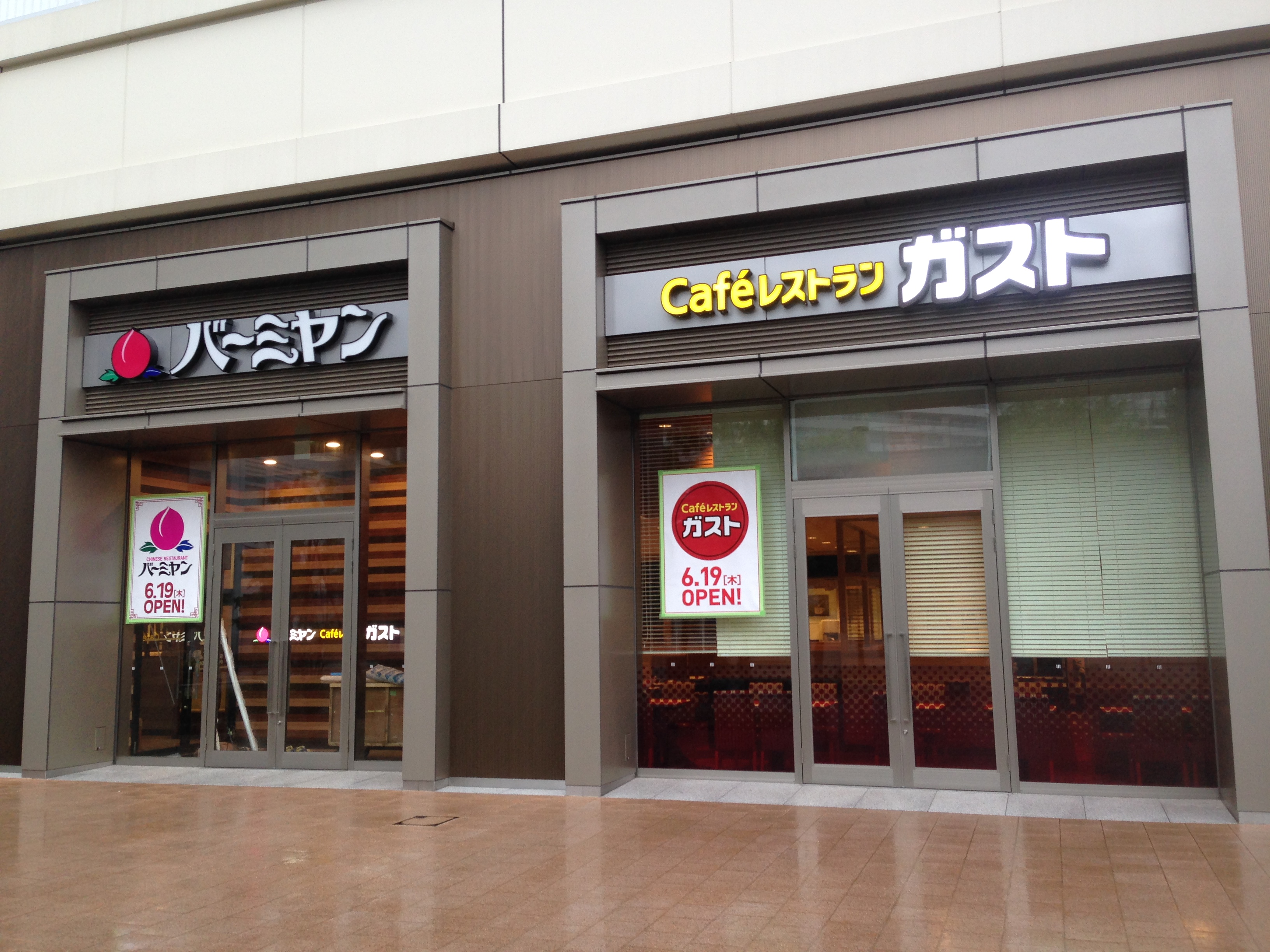
ガストとバーミヤン
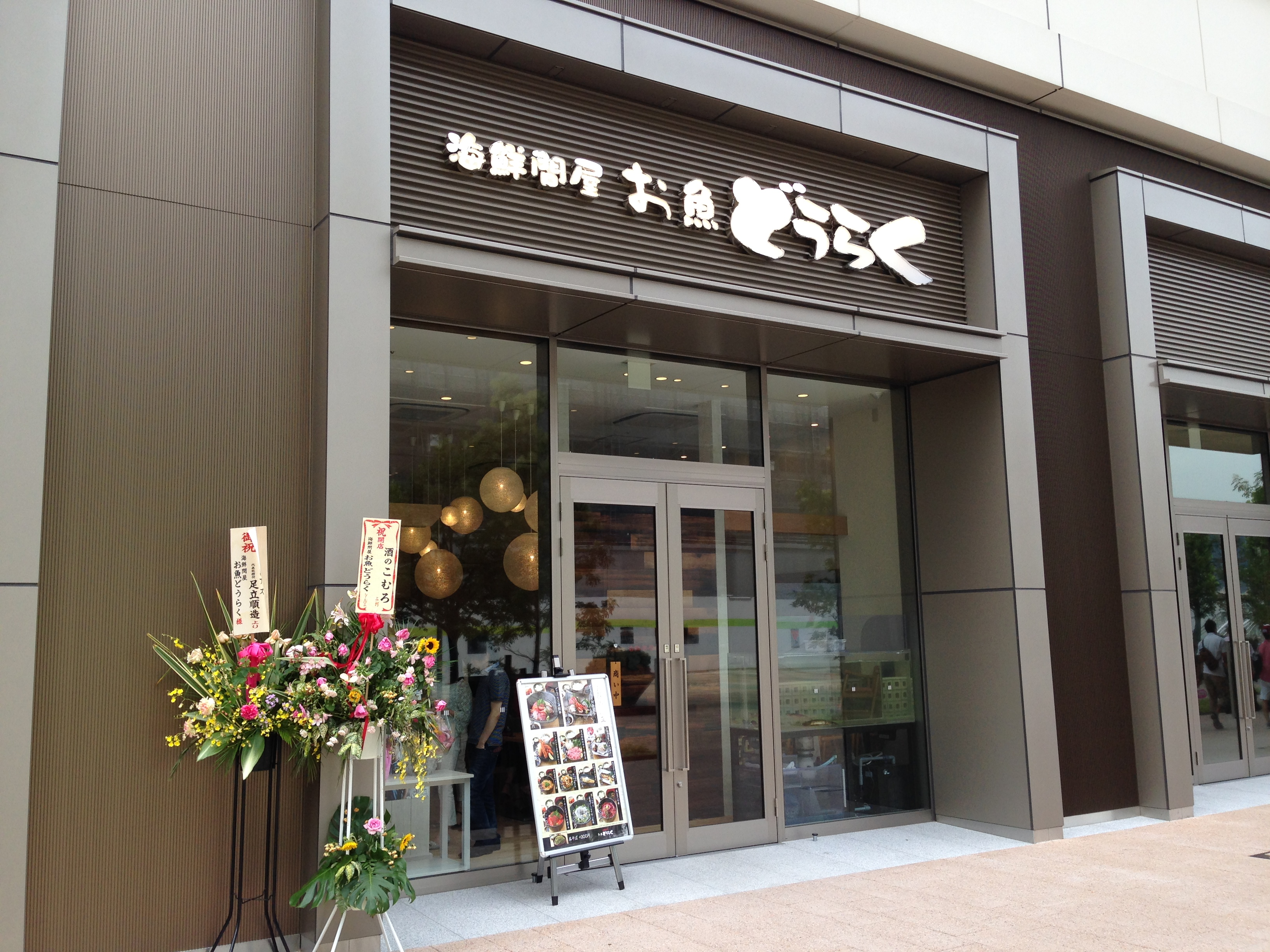
海鮮問屋 お魚 どうらく （※現在は焼肉ホルモン座 ちからやに業態転換）
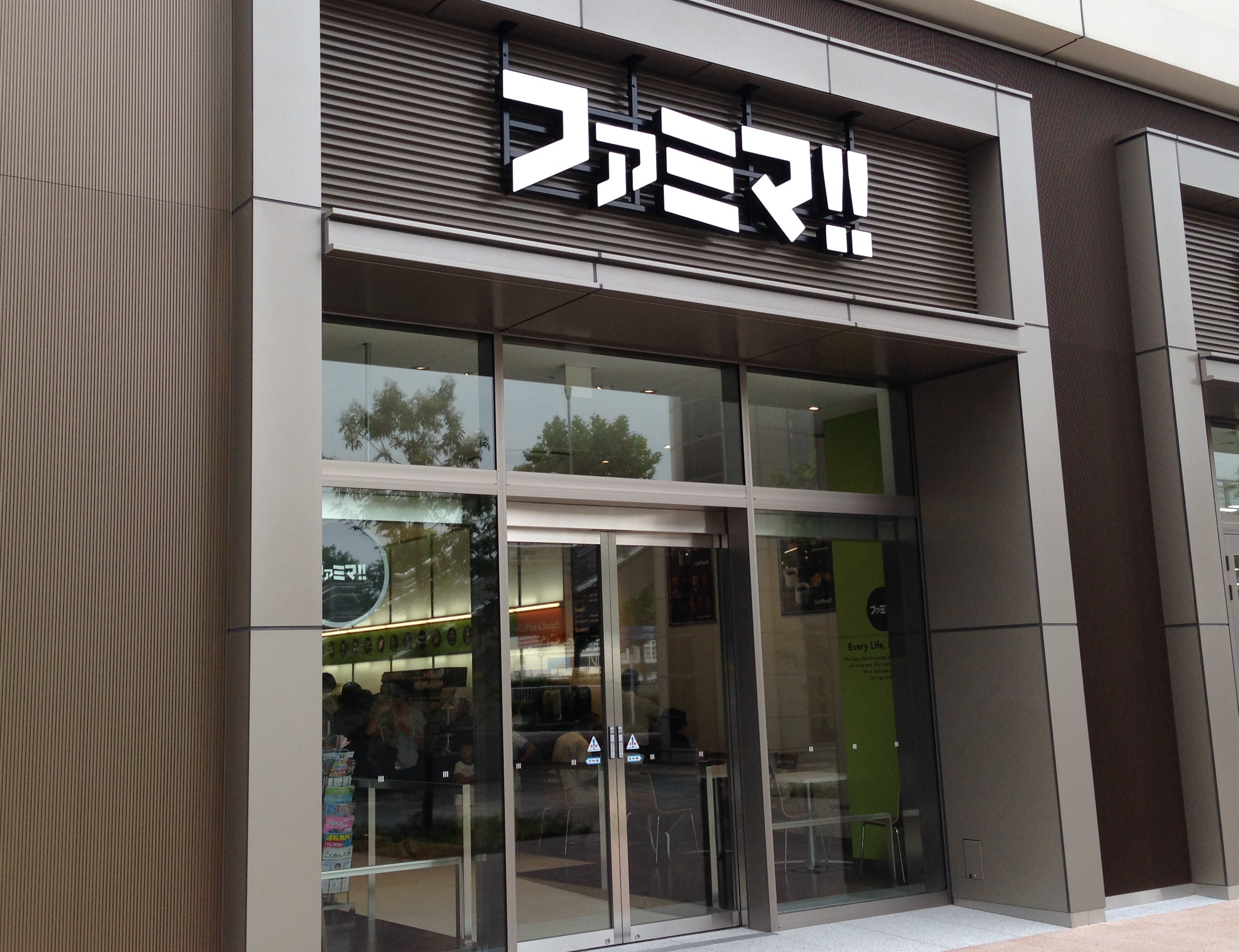
ファミマ!!
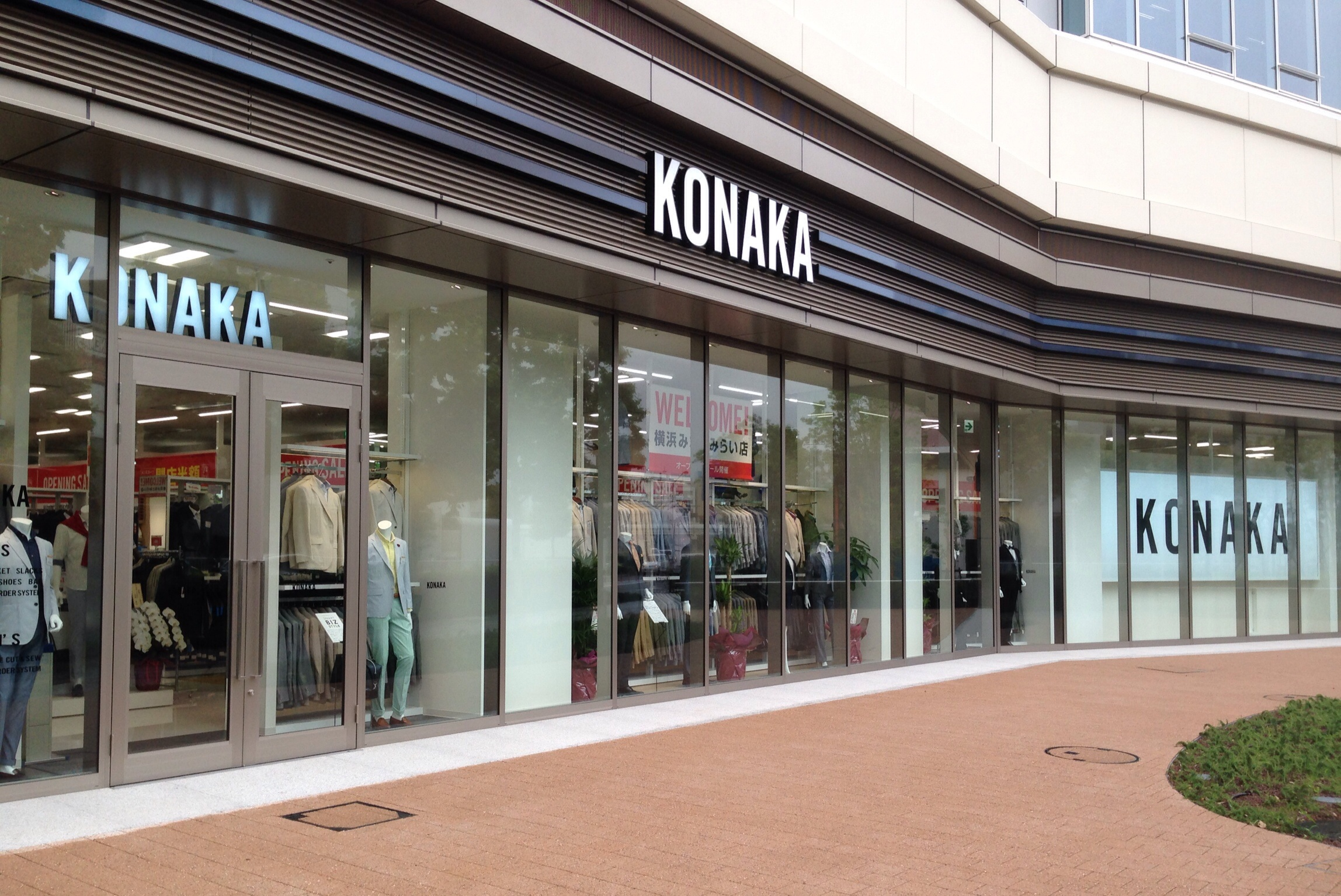
KONAKA（※現在は閉店）
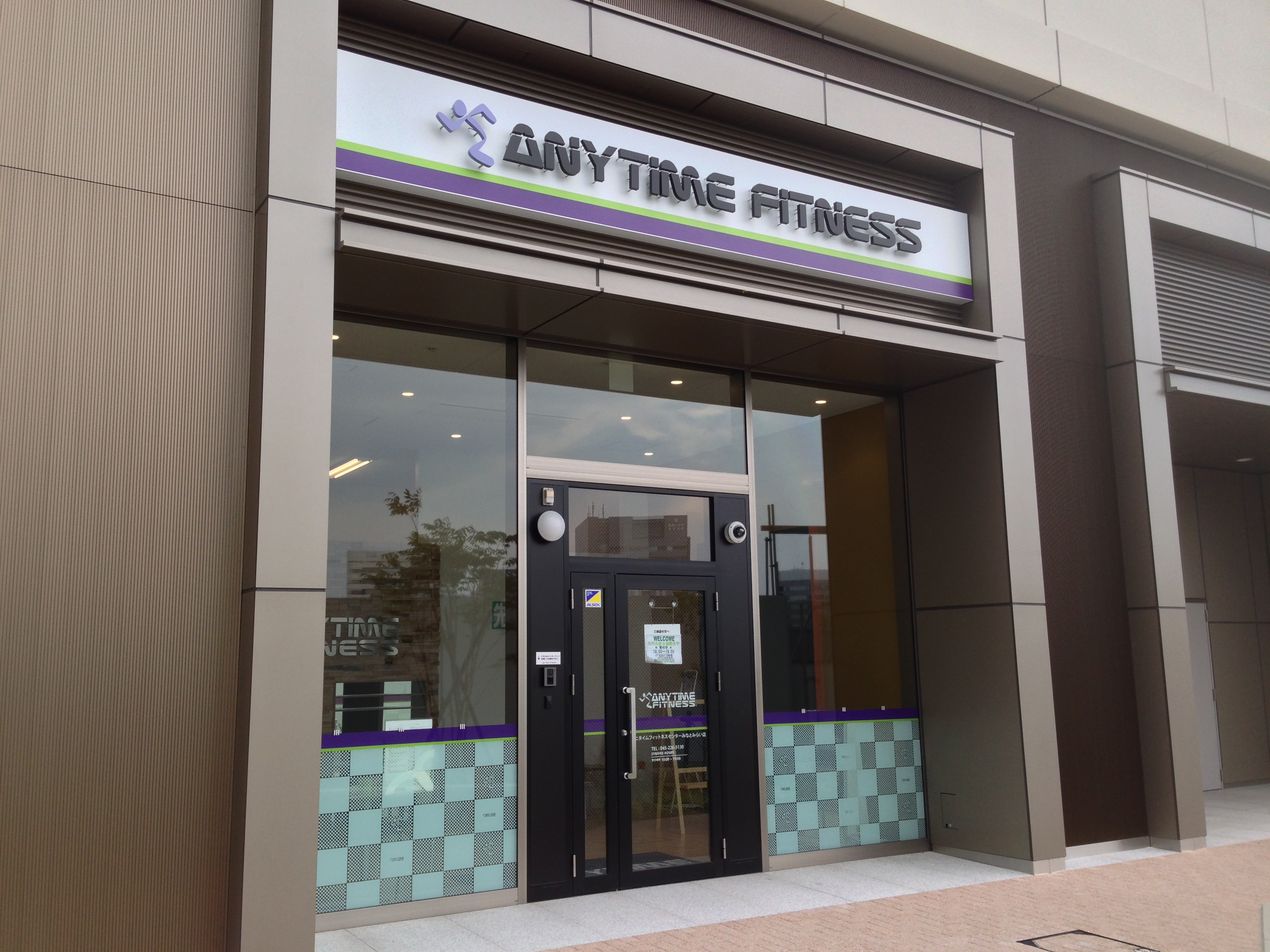
エニタイムフィットネス

## 地域貢献
当ビルでは地域貢献の一環として以下の設備を設けている。
- エントランスホールに横浜市の観光情報等を表示する60インチの大型デジタルサイネージ3面を設置している。
- 超小型モビリティ「チョイモビ」（日産自動車が提供するカーシェアリングサービス）4台分と横浜コミュニティサイクル「ベイバイク」（レンタサイクル）7台分[66] の駐車・駐輪スペースを設けている。
- 災害等による帰宅困難者対策として、一日あたり約7,000人分の上水・下水槽を確保している。

## アクセス
公共交通機関（鉄道）
- みなとみらい線
  - 新高島駅（4:臨港パーク口）より徒歩約3分
  - みなとみらい駅（1:グランモール口）より徒歩約5分
- 横浜市営地下鉄ブルーライン 高島町駅（2番出口）より徒歩約10分
- 横浜駅東口から徒歩15分圏内

## ギャラリー

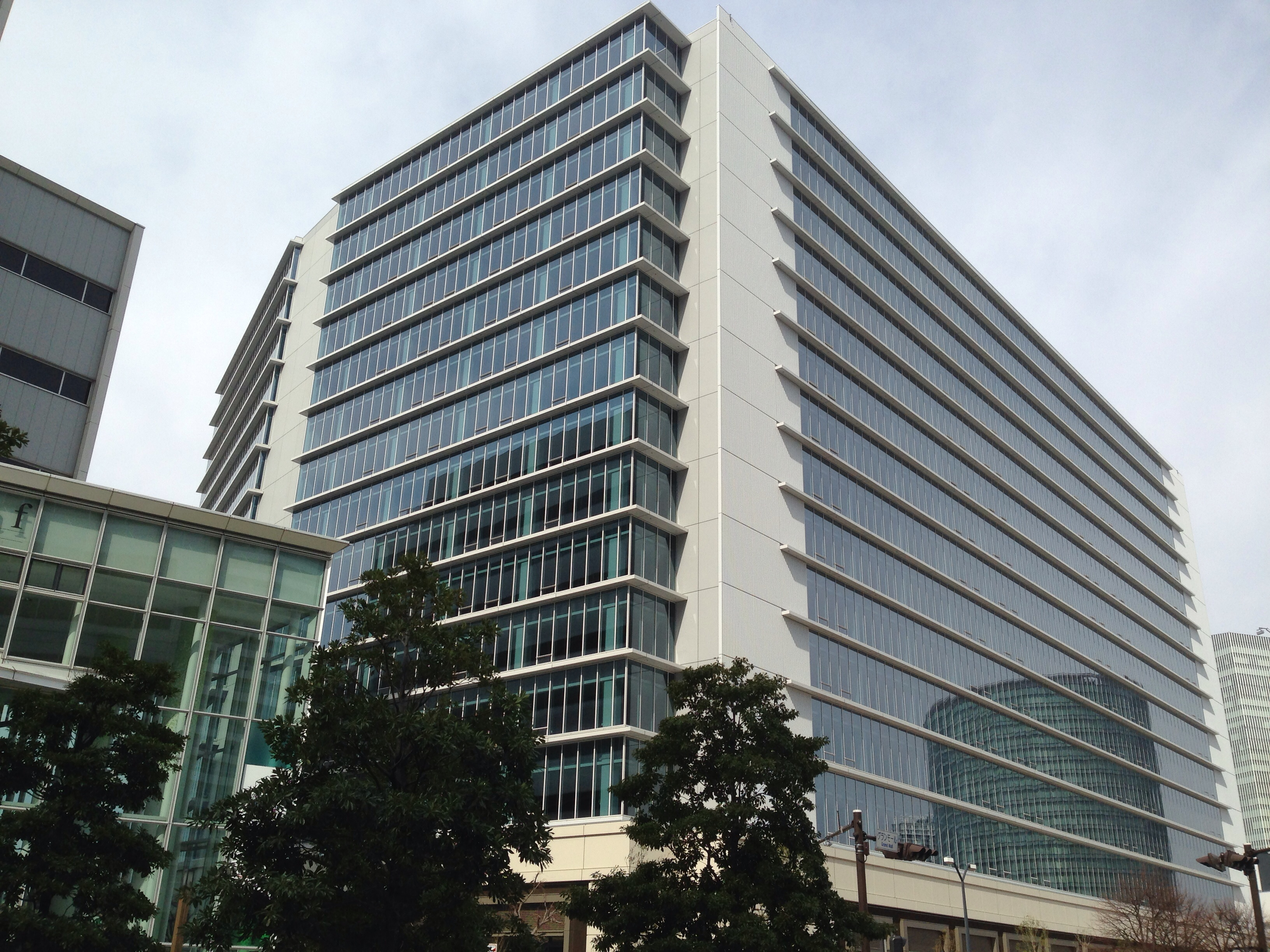
リーフみなとみらい側は突き出た形状となっている
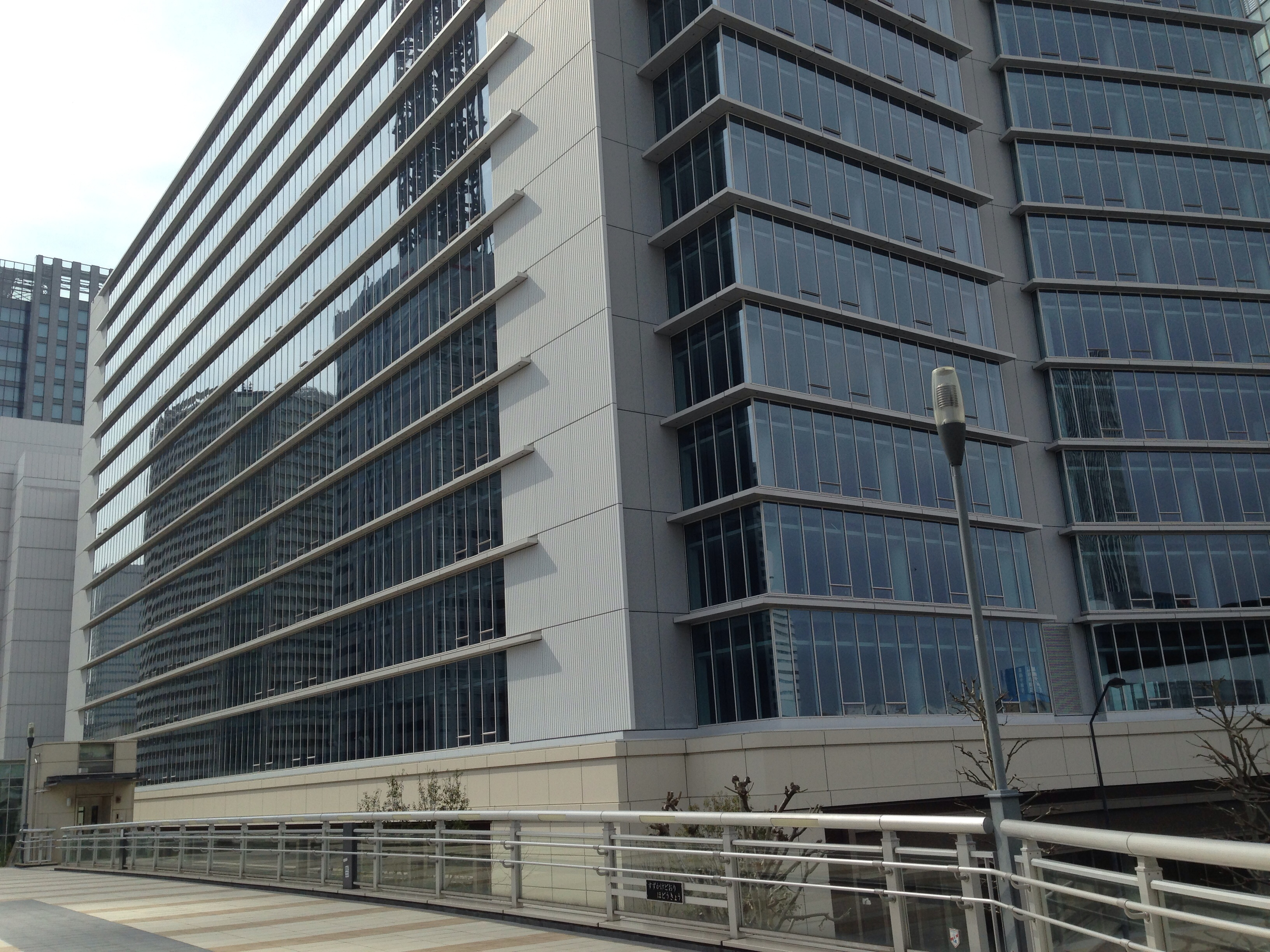
すずかけ通り歩道橋からの外観、窪んだ形状となっているのが分かる
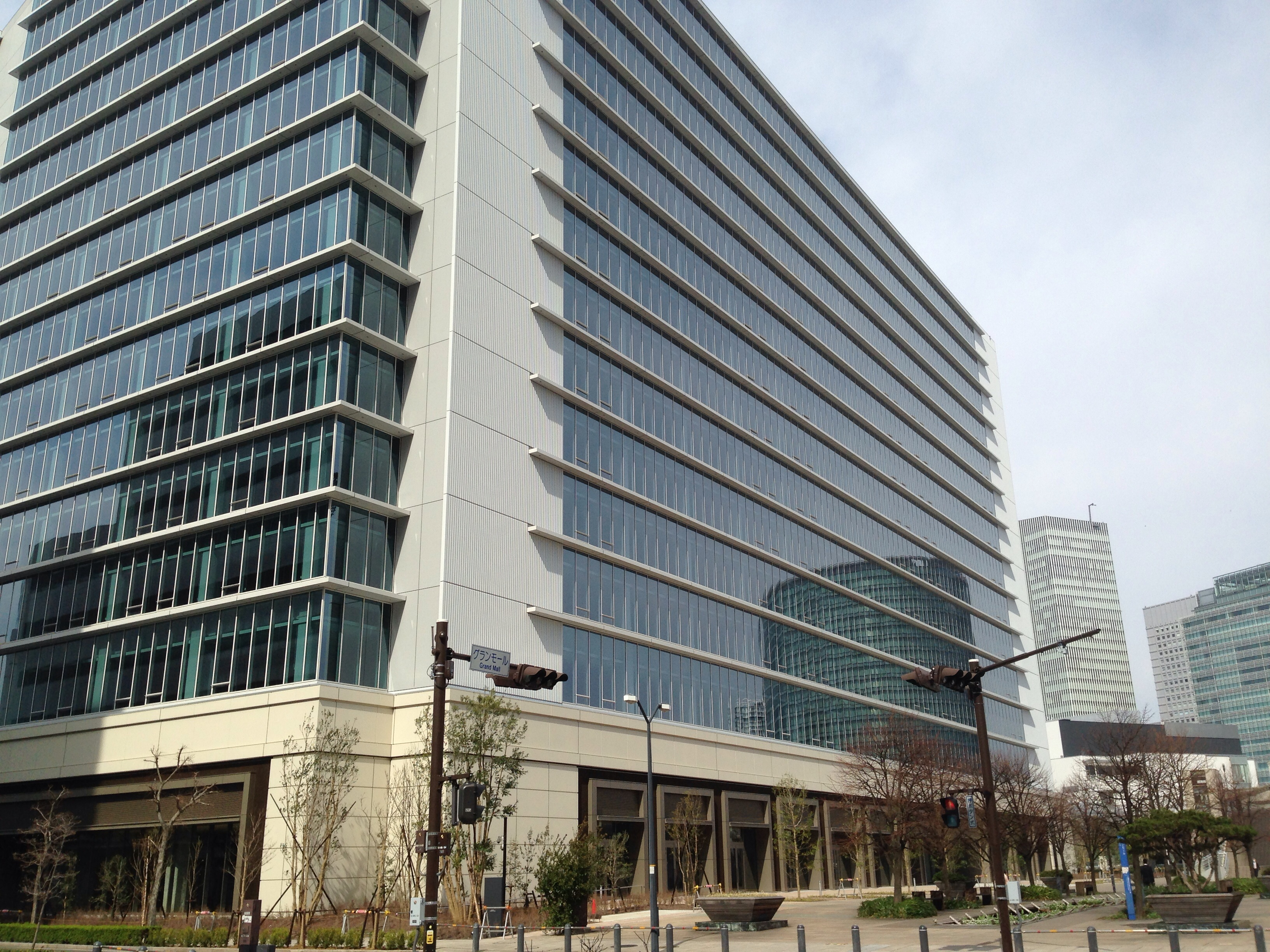
東側にはグランモール公園がある
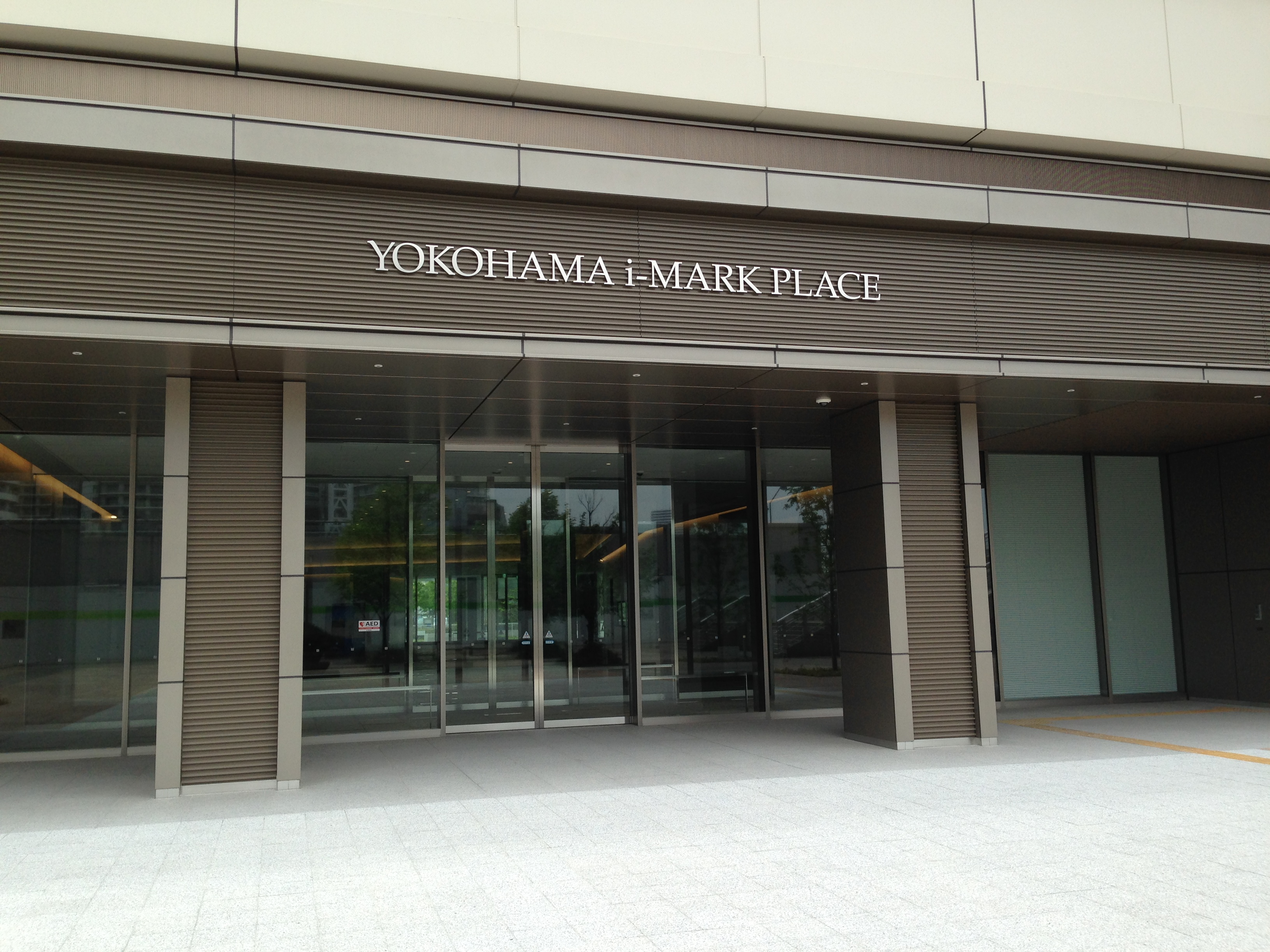
東側（グランモール公園側）のメインエントランス、西側エントランスへ通り抜け可能
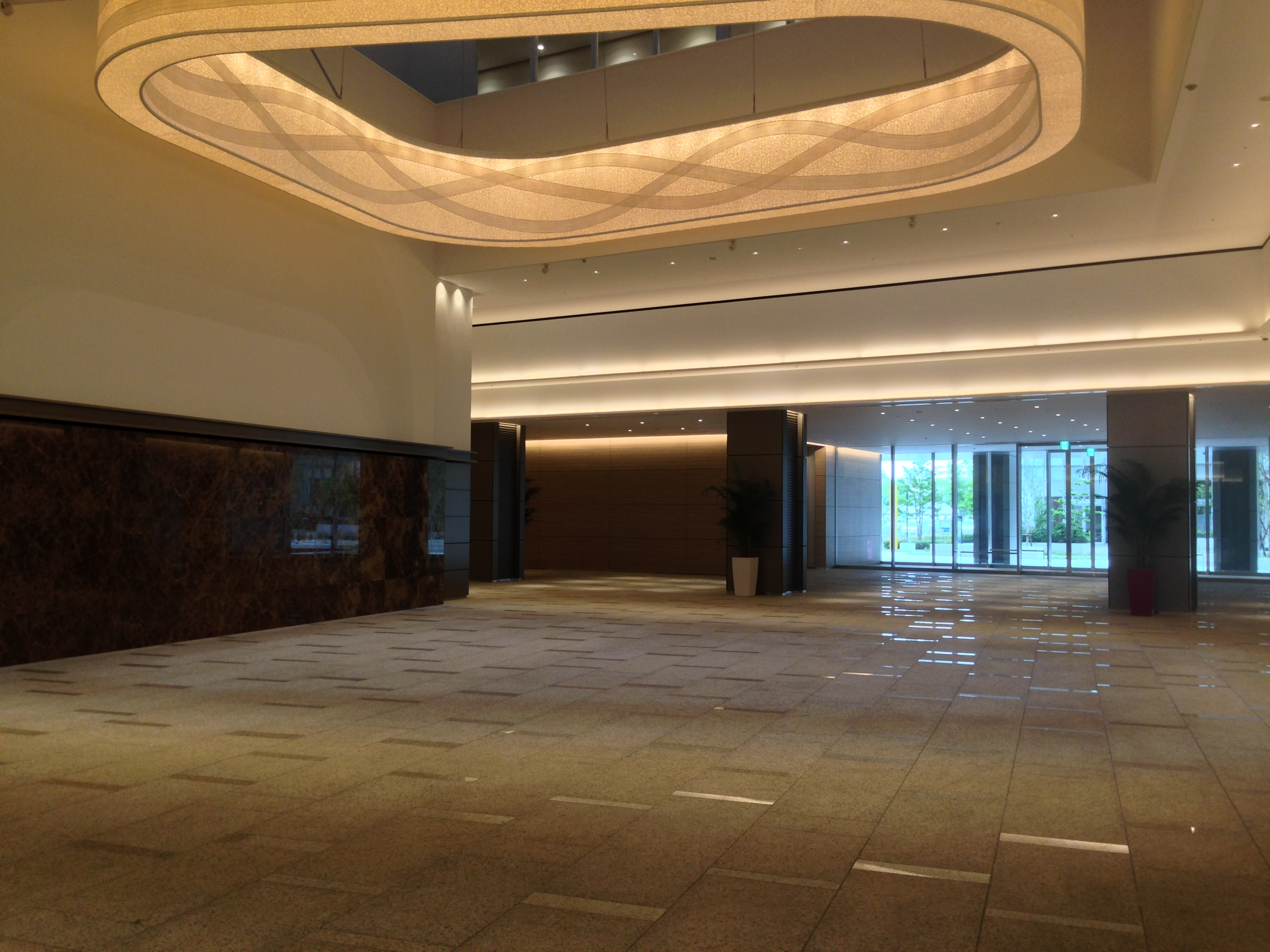
東西エントランスから中に入ると、エントランスホールがある
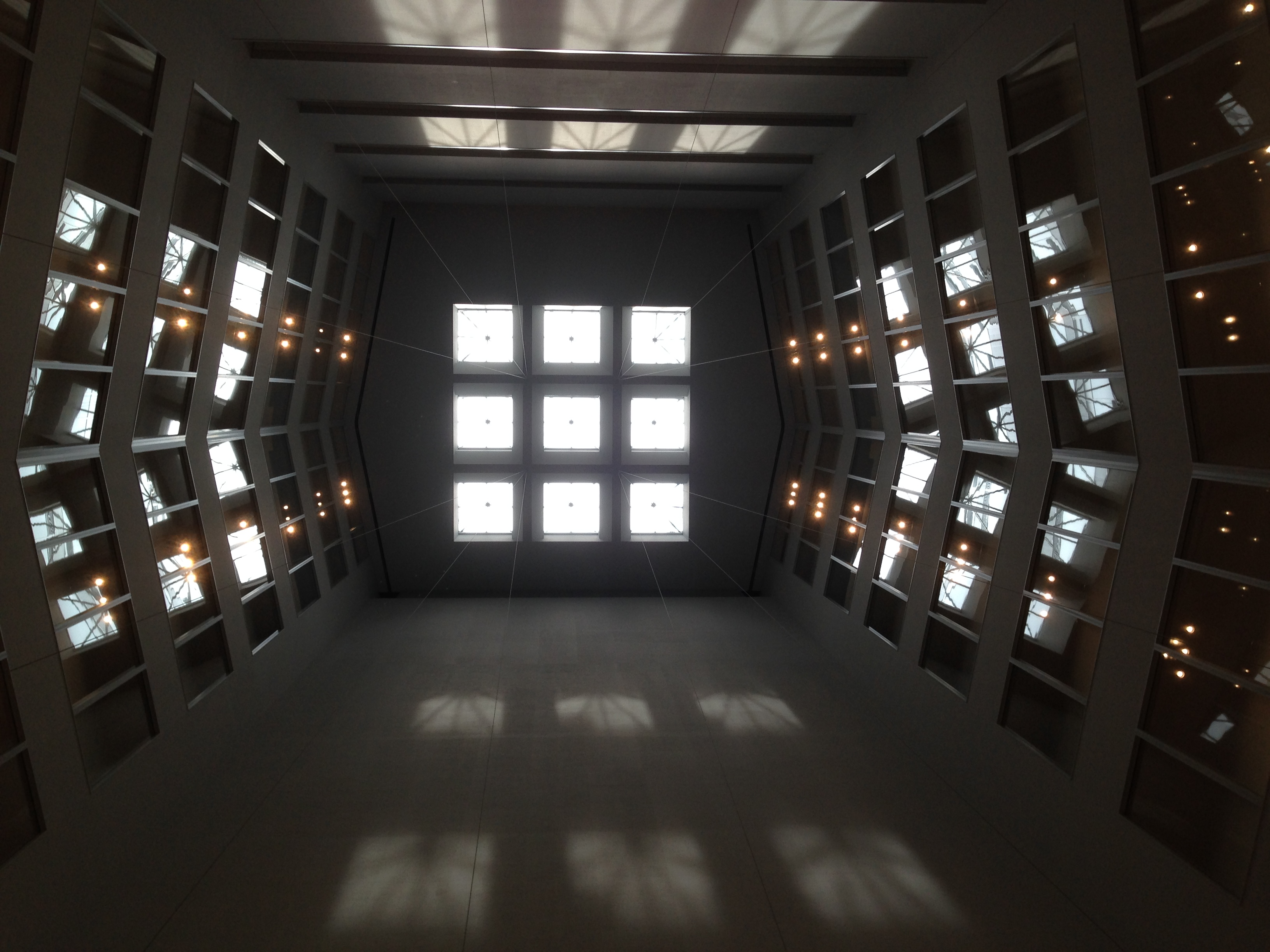
エントランスホール上部のセンターボイド（吹き抜け）、自然光を取り入れている

## その他

### 関連する開発計画
46街区におけるその他のオフィスビル開発
みなとみらい地区の46街区は3区画に分かれており、当ビル（街区内の東区画に位置する）の他にも北西側の区画にオフィスビル「横浜ブルーアベニュー」（2009年12月竣工）、南西側の区画にオフィスビル「横浜野村ビル」（2017年1月竣工）がそれぞれ所在している。
同地区における清水建設の第2弾開発計画
清水建設では当ビルの開発および運営で培ったノウハウを活かし、同地区の54街区において第2弾となる大規模賃貸オフィスビル「横浜グランゲート」を開発（2020年2月竣工）した。総投資額は同社の開発プロジェクトでは過去最大規模の約550億円となる。

### 53街区方面との接続
目前のすずかけ通り歩道橋は、2024年3月に完成した53街区開発エリア「横浜シンフォステージ」（新高島駅方面）と接続している。

## 参考情報・資料
- 不動産開発事業：高付加価値の不動産開発を通じ、社会に貢献（横浜アイマークプレイス）（清水建設）
- 横浜アイマークプレイス (PDF) （OFFICE BUILDING PROFILE, 2014年4月9日/三鬼商事横浜支店）